# George Ross
George Ross (Inverness, 15 april 1943 – 7 mei 2016) was een Schots profvoetballer. 

## Clubcarrière
Ross speelde dertien seizoenen voor Preston North End FC. Voor deze club speelde hij 386 wedstrijden. In 1973 verhuisde hij voor een seizoen naar Southport FC in Football League Fourth Division. In 1974 stopte hij als voetballer.
Ross overleed in 2016 op 73-jarige leeftijd. 

## Statistieken
| Seizoen         | Club                 | Land                | Competitie                   | Wedstrijden | Doelpunten |
| --------------- | -------------------- | ------------------- | ---------------------------- | ----------- | ---------- |
| 1960–1973       | Preston North End FC | Verenigd Koninkrijk | Football League Championship | 386         | 3          |
| Carrière totaal | Carrière totaal      | Carrière totaal     | Carrière totaal              | 386         | 3          |